# Play.me
Play.me è stata una rete televisiva italiana edita da Giglio Group.

## Storia
Le trasmissioni sono partite il 25 settembre 2010 con la diretta dello spettacolo Woodstock 5 Stelle organizzato da Beppe Grillo.
I notiziari venivano realizzati in collaborazione con la free press City.
L'emittente non ha più una programmazione completamente musicale, infatti trasmette anche televendite e alla notte il programma Le Peperine Show realizzato al Pepenero di Riccione. Dal 14 dicembre 2013 al 31 gennaio 2014 il canale ha trasmesso dalle ore 21:00 alle ore 02:00 alcuni film della Movie On Pictures. Dal 1º febbraio 2014 i film sono stati sostituiti dal canale Music Box Italia che va in onda su Play.me dalle ore 21:00 alle ore 07:00.
L'emittente trasmette in 16:9 e copre il territorio nazionale italiano con LCN 68 del digitale terrestre nel mux TIMB 2. Il 6 giugno 2018 il canale è stato chiuso e sostituito da ibox.it.

## Programmi
- Vado a casa di Elisabetta è stato un programma televisivo di Play.me condotto da Elisabetta Ferracini. Il programma è un talk show studiato su misura per il rientro televisivo di Elisabetta Ferracini; durante il corso delle varie puntate (ognuna di circa 30 minuti), vengono ospitati numerosi personaggi dello spettacolo, della cultura, della politica, della medicina, dello sport per chiacchierare in modo semplice e confidenziale, come si farebbe appunto, a casa di un'amica.[3][4] La prima e, per ora, unica edizione del programma è iniziata sabato 4 febbraio 2012 su Play.me e gli ospiti, sino ad ora, sono stati Leopoldo Mastelloni, Tosca D'Aquino, Mauro Serio, Paolo Belli, Arisa e Matilde Brandi.[5][6][7][8]
- Saturday Village è stato un programma musicale di Play.me scritto e condotto da Raffaele Tizzano[9]. Il programma è andato in onda per tutta l'estate 2012 ogni sabato dalle 16.00 alle 18.00 dalla spiaggia di Sperlonga. Comprendeva diverse rubriche, tra cui la Top Ten Song Week e il Juke Box Summer, e interviste a ospiti famosi: la band musicale Finley, il vincitore di Sanremo Giovani Tony Maiello, il cantante di X Factor Nevruz, i vincitori di Amici di Maria De Filippi 2012 Gerardo Pulli (canto) e Giuseppe Giofrè (ballo) ecc.[10][11][12] Il settimanale Cioè ha dedicato al programma una rubrica settimanale.[13]
- #SpecialePlayMeMusicBox: nel 2014 l'emittente propone in prima serata con cadenza settimanale speciali dedicati agli artisti musicali italiani del momento con interviste esclusive. Sono stati ospiti di questo spazio finora Arisa, Giovanni Allevi, Francesco Renga, Emis Killa, Perturbazione, Valerio Scanu[14] oltre a Club Dogo[15], Fiorella Mannoia, Tiromancino[16], Dear Jack[17], Kelly Joyce, Subsonica[18], Il Cile e Mario Biondi[19]. Gli speciali sono curati e condotti da Francesco Foderà.
- Music Box Italia: dopo la chiusura dell'omonima emittente televisiva affiliata, Play.me propone, all'interno del proprio palinsesto, un programma televisivo con lo stesso titolo. Il programma consiste in una sequenza di videoclip musicali a rotazione: generalmente, la scelta dei video da mandare in onda si basa sulle classifiche di airplay relative alle canzoni stesse. Il programma Music Box Italia è in onda dal 1º febbraio 2014.